# Cenochromyia guttata
Cenochromyia guttata là một loài ruồi trong họ Asilidae. Cenochromyia guttata được Hermann miêu tả năm 1912. Loài này phân bố ở miền Australasia.